# Aire urbaine de Valognes
L'aire urbaine de Valognes est une aire urbaine française constituée autour de la ville de Valognes (Manche).

## Caractéristiques
D'après la délimitation établie par l'INSEE, l'aire urbaine de Valognes est composée de 2 communes, toutes situées dans la Manche.
2 des communes de l'aire urbaine font partie de son pôle urbain, l'unité urbaine (couramment : agglomération) de Valognes.
En 2006, la population s’élevait à 8 281 habitants.

## Les 2 communes de l’aire
Voici la liste et les caractéristiques des communes françaises de l'aire urbaine de Valognes.
| Nom           | Code Insee | Statut | Superficie (km2) | Population (dernière pop. légale) | Densité (hab./km2) |
| ------------- | ---------- | ------ | ---------------- | --------------------------------- | ------------------ |
| Valognes      | 50615      |        | 15,63            | 6 896 (2022)                      | 441                |
| Yvetot-Bocage | 50648      |        | 12,46            | 1 188 (2022)                      | 95                 |